# La muerte del joven Bara
La muerte del joven Bara, Joseph Bara o La muerte de Bara es una pintura inacabada del año 1794 realizada por el artista francés Jacques-Louis David, ahora en la colección del Museo Calvet, en Aviñón.
Joseph Bara fue un joven francés revolucionario que murió en la Guerra de la Vendée. Bara fue capturado por los contrarrevolucionarios transportando dos caballos, y se negó a entregarlos, por lo que lo mataron. Bara se convirtió en un héroe y mártir de la Revolución francesa.
Este trabajo junto a otros dos más de David (La muerte de Marat y Los últimos momentos de Michel Lepeletier) formó parte de una serie de obras que retrataban a los héroes y mártires de la Revolución.

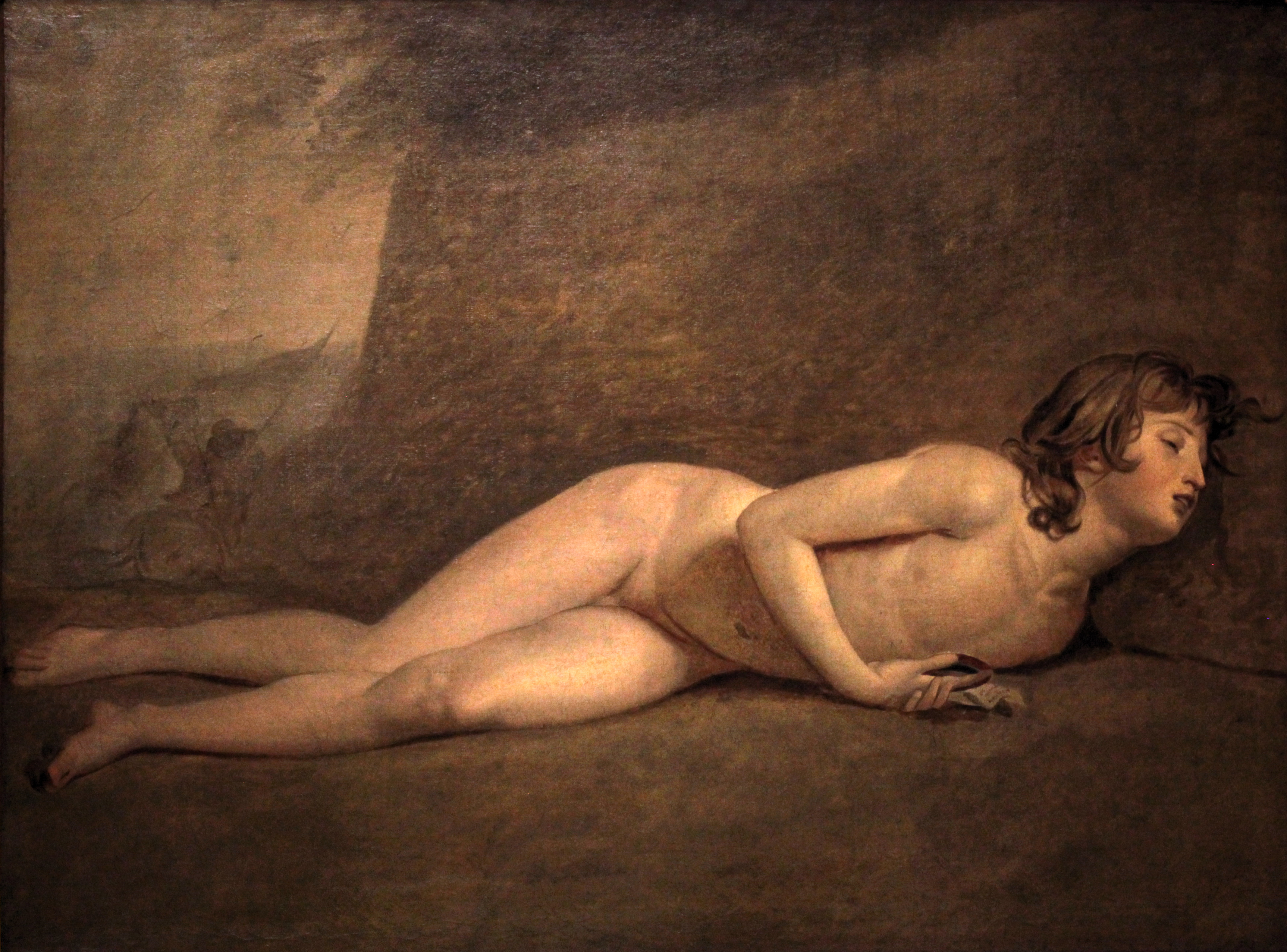
Existe también una copia contemporánea anónima hecha ese mismo año por alguno de los alumnos de David, La Mort du jeune Bara, 1794